# Amphicarpum
Amphicarpum, maleni rod trava smješten u podtribus Boivinellinae, dio tribusa Paniceae i potporodice Panicoideae. Dvije su priznate vrste, obje endemi s istoka SAD-a.

## Vrste
1. Amphicarpum amphicarpon (Pursh) Nash
2. Amphicarpum muehlenbergianum (Schult.) Hitchc.